# ميتسو يوشيكاوا
ميتسو يوشيكاوا (باليابانية: 吉川光夫؛ بالكانا: よしかわ みつお) هو لاعب كرة قاعدة ياباني، ولد في 6 أبريل 1988 في Higashi-ku, Fukuoka ‏ في اليابان.

## وصلات خارجية
- ميتسو يوشيكاوا على موقع الدوري الياباني لكرة القاعدة (الإنجليزية)
- ميتسو يوشيكاوا على موقعبيزبول رفرنس.كوم (الدوري الثانوي) (الإنجليزية)